# Karel Lodewijk van Sleeswijk-Holstein-Sonderburg-Beck
Karel Lodewijk van Sleeswijk-Holstein-Sonderburg-Beck (18 september 1690 - Königsberg, 22 september 1774) was van 1757 tot aan zijn dood hertog van Sleeswijk-Holstein-Sonderburg-Beck. 

## Levensloop
Karel Lodewijk was de derde zoon van hertog Frederik Lodewijk van Sleeswijk-Holstein-Sonderburg-Beck en diens echtgenote Louise Charlotte, dochter van hertog Ernst Günther van Sleeswijk-Holstein-Sonderburg-Augustenburg.
Hij was luitenant-generaal in het Pruisische leger en gouverneur van Reval. In 1723 bekeerde Karel Lodewijk zich tot het rooms-katholicisme.
In 1757 volgde Karel Lodewijk zijn neef Frederik Willem III op als hertog van Sleeswijk-Holstein-Sonderburg-Beck. In 1762 benoemde tsaar Peter III van Rusland hem tot veldmaarschalk, een functie die Karel Lodewijk wegens zijn oude leeftijd weigerde te aanvaarden. 
In 1774 stierf hij op 84-jarige leeftijd. Omdat hij zonder mannelijke nakomelingen stierf, werd hij als hertog van Sleeswijk-Holstein-Sonderburg-Beck opgevolgd door zijn jongere broer Peter August. 

## Huwelijk en nakomelingen
In 1730 huwde Karel Lodewijk met Anna Karolina Orzelska (1707-1769), een buitenechtelijke dochter van koning August de Sterke van Polen. Ze kregen een zoon:
- Karel Frederik (1732-1772)

Het echtpaar liet zich in 1733 na drie jaar huwelijk scheiden. 